# Coleophora laconiae
Coleophora laconiae é uma espécie de mariposa do gênero Coleophora pertencente à família Coleophoridae.